# Croix de Penlan
La croix de Penlan est un calvaire situé près du lieu-dit Grand Penlan, sur la commune de Helléan dans le Morbihan.

## Historique
La croix de Penlan fait l’objet d’une inscription au titre des monuments historiques depuis le 29 mars 1935.